# فوزي المطيعي
فوزي جورجي المطيعي باشا (1869 - 1929) هو سياسي وقاض مصري.

## حياته ونشأته
ولد بالقاهرة سنة 1869، وهو أخو السياسي المصري نخلة المطيعي، التحق بالتعليم الأولي وحصل على درجة البكالوريا ثم التحق بمدرسة الحقوق بالقاهرة لدراسة القانون حتى التخرج.

## مناصب
- عقب تخرجه عين في نيابة جرجا، وقد تدرج في المناصب القضائية حتى أصبح مستشارًا بمحكمة الاستئناف الأهلية.
- اختير وزيرًا للزراعة في وزارة يحيى إبراهيم باشا الأولى خلال الفترة من 15 مارس 1923 حتى 27 يناير 1924.[4]

## مؤلفاته
يعتبر من رجال القانون المصريين الذين تركوا أثرًا في قوانين البلاد، وقد وضع كتابين في القانون هما:
- كنز الاصلاح في شرح قانون المتشردين وحمل السلاح.
- شرح قانون العقوبات الجديد.